# G17 Plus
Pour les articles homonymes, voir G17.
Le G17 Plus (en serbe cyrillique : Г17 Плус ; en serbe latin  : Г17+ ; en abrégé : G17+) est un parti politique libéral conservateur serbe qui a existé de 2002 à 2013.

## Historique
Le G17+ est né d’un groupe de 17 experts (économistes, historiens, spécialistes de science politique) qui forma une ONG en 1997. Cette organisation est officiellement devenue un parti politique le 16 décembre 2002, après que Miroljub Labus eut quitté le Parti démocratique. Labus devint le premier président du parti.
Aux élections législatives serbes de 2003, le G17+ remporta 11,5 % des suffrages, ce qui lui valut 34 sièges sur 250 à l’Assemblée nationale. Trois de ces sièges allèrent au Parti social-démocrate, qui s’était allié au G17+.
En mars 2004, le G17+ forma une alliance minoritaire de gouvernement avec le Parti démocratique de Serbie (DSS), le Mouvement serbe du renouveau (SPO) et Nouvelle Serbie (NS). Le président de l’Assemblée nationale, Predrag Marković était membre du G17+ ; en 2004, il devint également président par intérim de la république de Serbie-Monténégro.

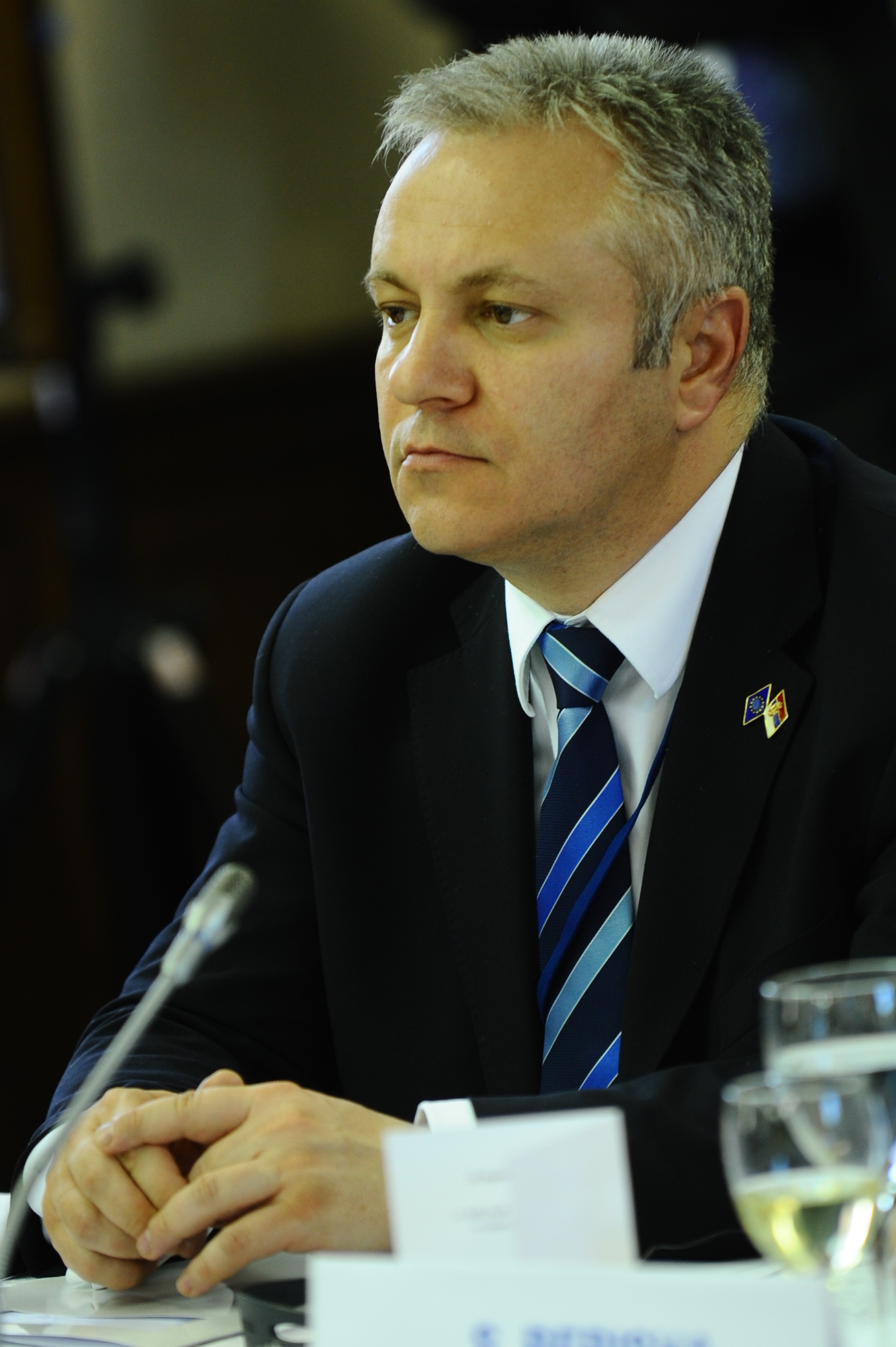
Mlađan Dinkić, président du G17+

En mai 2006, Miroljub Labus quitta la présidence du parti. Il fut remplacé par Mlađan Dinkić, qui était alors ministre des Finances du premier gouvernement de Vojislav Koštunica. Le 1er octobre 2006, le G17+ annonça qu’il quittait la coalition gouvernementale à cause de l’impuissance du gouvernement à capturer le général serbe de Bosnie Ratko Mladić.
Aux élections législatives serbes de 2007, le G17+ a obtenu 275 041 voix, soit 6,82 % des suffrages, ce qui lui a valu 19 sièges à l’Assemblée nationale. Il a formé son propre groupe parlementaire, présidé par Mlađan Dinkić ; Verica Kalanović en était la vice-présidente. Après trois mois de tractations politiques, un second gouvernement Koštunica a vu le jour, dans lequel Mlađan Dinkić est devenu ministre de l’Économie et du Développement régional.
À l’élection présidentielle de 2008, le G17+ a soutenu le président sortant Boris Tadić dès le premier tour et, aux élections législatives anticipées de 2008, le parti s’est associé à la coalition « Pour une Serbie européenne » conduite par Dragoljub Mićunović, membre du Parti démocratique. À la suite de ces élections, Mirko Cvetković a été nommé président du gouvernement de la république de Serbie par le président, Boris Tadić et son gouvernement a été élu par l’Assemblée nationale le 7 juillet 2008 ; le G17+ faisait partie de l’alliance gouvernementale. Mlađan Dinkić fut ainsi nommé vice-premier ministre et, à nouveau, ministre de l’Économie et du Développement régional et d’autres membres du G17+ ont obtenu des portefeuilles : Verica Kalanović a été nommée au Plan national d’investissement, Jasna Matić aux Télécommunications et à Société de l’information, Nebojša Bradić à la Culture, Tomica Milosavljević à la Santé et Snežana Samardžić-Marković au poste de ministre de la Jeunesse et du Sport.
Au début de l’année 2011, après la démission de Tomica Milosavljević « pour raisons personnelles », le G17+ a été au centre d’une crise politique ; parallèlement, les rapports entre Mlađan Dinkić et Mirko Cvetković se sont progressivement dégradés et, en mars 2011, Dinkić, menacé de limogeage, a préféré présenter sa démission ; par solidarité, la ministre du Plan national d’investissement, Verica Kalanović, a démissionné à son tour, tandis que les autres membres du gouvernement appartenant au G17+ choisissaient de rester en place. Cette crise politique a conduit Mirko Cvetković à remanier son gouvernement. Le 14 mars 2011, Verica Kalanović a été élue vice-présidente du gouvernement et Snežana Samardžić-Marković a conservé son poste à la Jeunesse et au Sport ; d’autres personnalités du G17+ ont obtenu des portefeuilles : Nebojša Ćirić celui de l’Économie et du Développement régional, Zoran Stanković celui de la Santé et Predrag Marković celui de la Culture, des Médias et de la Société de l’information.

## Présidents
| # | Président      | Président | Âge   | Début            | Fin           |
| - | -------------- | --------- | ----- | ---------------- | ------------- |
| 1 | Miroljub Labus |           | 1947– | 15 décembre 2002 | 16 mai 2006   |
| 2 | Mlađan Dinkić  |           | 1964– | 16 mai 2006      | 21 avril 2013 |